# Ozyptila tricoloripes
Ozyptila tricoloripes es una especie de araña cangrejo del género Ozyptila, familia Thomisidae.

## Distribución
Esta especie se encuentra en Turquía, Rusia (Cáucaso), Azerbaiyán, Israel, Irán, Kazajistán y Turkmenistán.